# Нурмуханбетов, Бекмуханбет Нурмуханбетович
Бекмуханбет Нурмуханбетович Нурмуханбетов (Бекен-аға; 15 мая 1935 года, с. Карасу, Илийский район, Алматинская область, Казахская АССР, РСФСР, СССР — 12 июня 2016 года, Есик, Казахстан) — советский и казахстанский археолог, историк, учёный, профессор, Лауреат Государственной премии Казахской ССР, музеевевед, один из первооткрывателей Золотого человека, участник и соавтор открытия могилы «Золотого человека».

## Биография

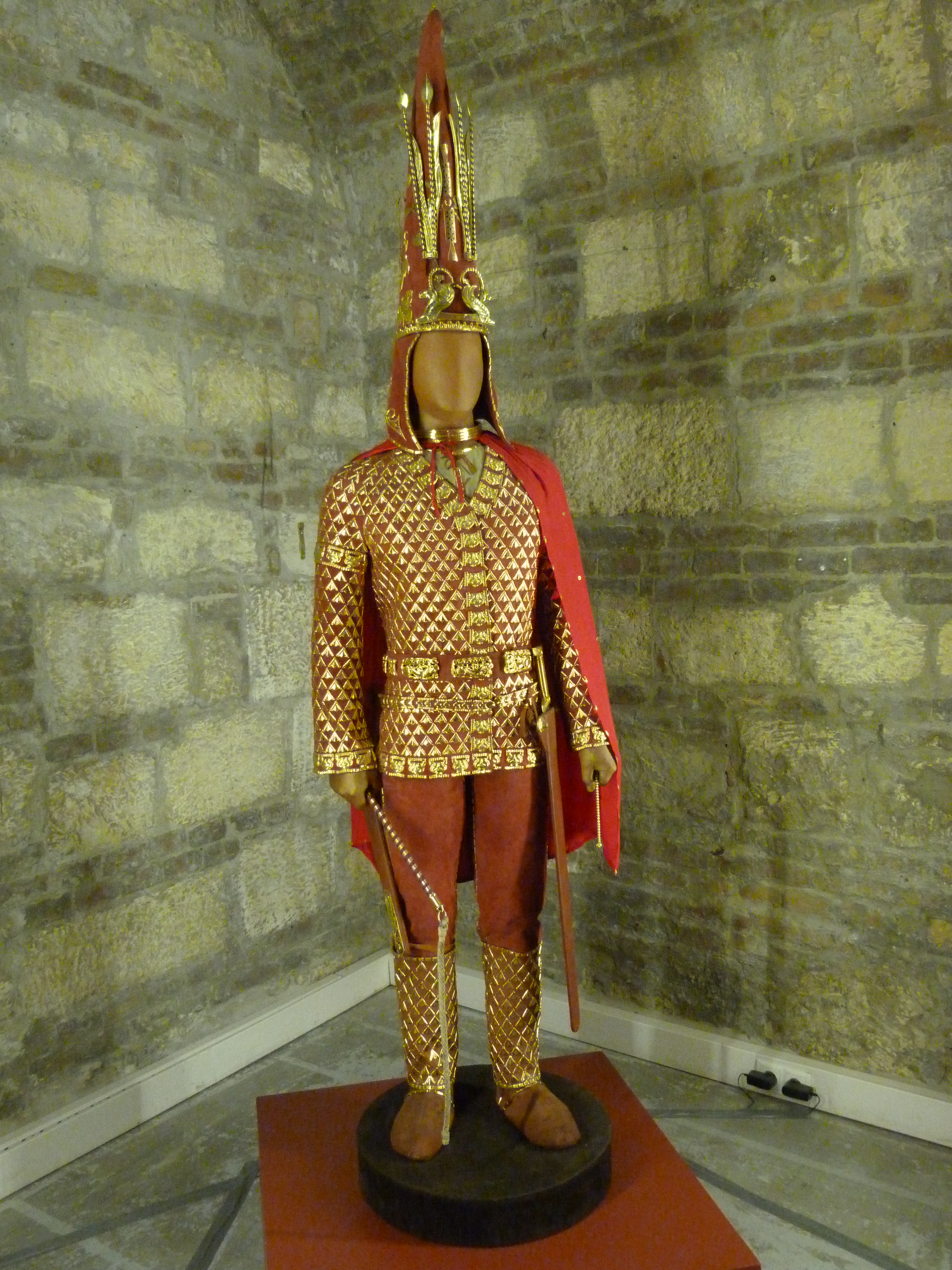
Восстановленный облик доспехов

Родился 17 мая 1935 года в селе Карасу бывшей Талды-Курганской области (ныне — Алматинская область). Происходил из рода Матай племени Найман.
Окончил исторический факультет КазГУ.
В 1970 году — в ходе раскопок кургана Иссык близ Алматы в составе группы (руководитель — Кемаль Акишевич Акишев) открыл уникальный памятник.
В сакском кургане высотой 6 метров были обнаружены останки воина в золотой одежде. Могила содержала более четырёх тысяч украшений, выполненных из листового золота, которые первоначально были нашиты на одежду, обувь и головной убор, а также золотые перстни, бронзовое и золотое оружие, различные сосуды. Находка относится к V—III векам до нашей эры.
Алтын Адам («Золотой человек») стал одним из символов независимого Казахстана.
Нурмуханбетов стал инициатором создания на месте сакских курганов заповедника-музея «Иссык». В здании музея находится экспозиции с подлинными предметами по сакской тематике и современные реконструкции артефактов.
Умер 12 июня 2016 года, похоронен недалеко от города Иссык (Есик).